# Dýka

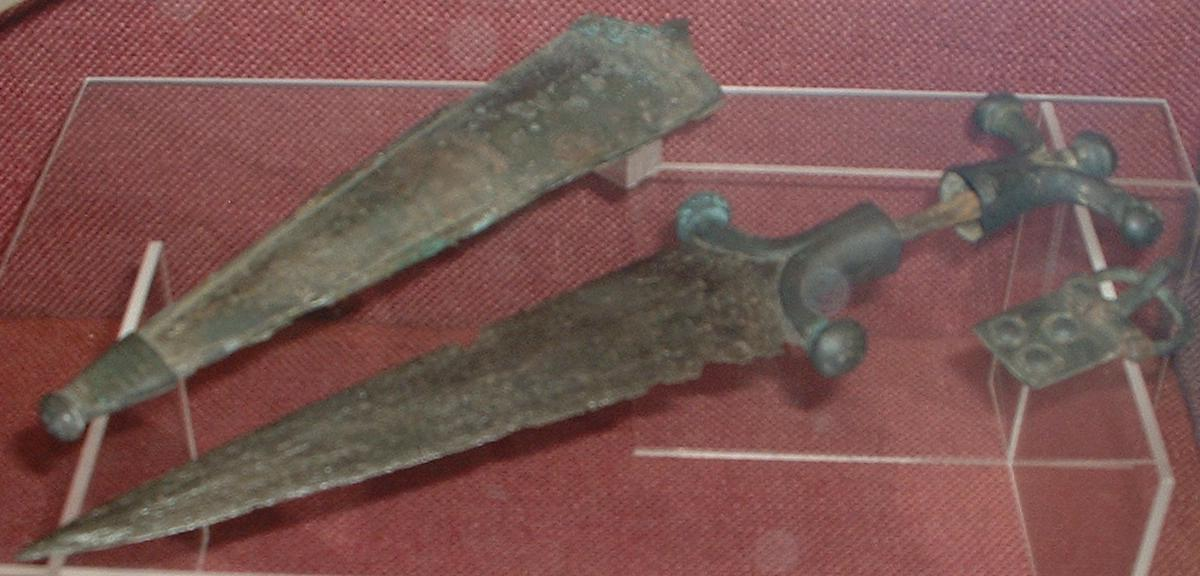
Keltská dýka s pochvou

Dýka je krátká, ostrá bodná pobočná zbraň upevněná v rukojeti. Používá se jako řezací nástroj nebo zbraň.
V porovnání s nožem má delší, obvykle symetrickou a oboustranně broušenou čepel. Na rozdíl od nože je určena především k bodání, zatímco nůž k řezání. Obvykle se skládá z čepele a rukojeti, některé druhy mohou být navíc opatřeny záštitou a hlavicí. Později se rozvinul šerm s mečem v jedné ruce a dýkou ve druhé. Těmto dýkám se říkalo „levoručky“.

## Historie
Jedná se o jednu z nejstarších zbraní, vyvinula se již v období paleolitu. Známé jsou pazourkové dýky, přibližně z doby 20 000 let před naším letopočtem. V jejich rané formě nešlo o nic jiného než elipsovitý nebo klínovitý kus pazourku, odštípnutý tak, aby tvořil hrot a ostří. Zadní část určená k držení byla tupá. Postupem času se rukojeť stala výraznější a tvarem se přizpůsobila dlani. Dýky byly vyráběny i z jakýchkoli jiných materiálů, které umožňovaly ostré zahrocení – běžně se používalo dřevo, kost nebo roh. Jsou známy i dýky vyrobené z polodrahokamů, jako achát nebo nefrit, tyto se však používaly jen při obřadech.
Objevení kovů poskytlo tvůrcům větší možnosti tvarování, zároveň získali i materiál poddajný a vhodný k ornamentální výzdobě. Prvním použitým materiálem byla měď, která je sice příliš měkká na výrobu zbraní, ale později se zjistilo, že kováním se dá vytvrdit, aby zbraň dostala dostatečně ostrou hranu i hrot. Aby byla takováto zbraň dostatečně pevná, bylo potřeba vyrobit čepel širokou, až trojúhelníkovou.
Přibližně okolo roku 2000 před n. l. se začala čistá měď nahrazovat bronzem, slitinou mědi a cínu, objevenou sumerskými kováři v Mezopotámii. Díky tvrdosti bronzu se dýky stávaly tenčími a zdobenějšími. Při použití bronzu se dala vyrobit dostatečně tvrdá čepel, což na bojišti znamenalo výhodu. Další výhodou bronzu bylo to, že se dal odlévat, což potom vedlo k vývoji litých rukojetí přinýtovaných k čepelím.
Mezi lety 1000 až 500 před n. l. bronz postupně ustoupil železu, ale ačkoliv bylo železo jednodušší ke zpracování, bylo měkčí. Vyhovující čepel byla vyrobena až po objevení metody vytvrzování zocelením, opakovaným kováním porézního železa. Surová ocel zůstala běžným materiálem k výrobě zbraní přibližně do 12. století, kdy technika vykování několika pásů surové oceli, vytvářející rafinovanou svářkovou ocel, nakonec poskytla kov se všemi požadovanými vlastnostmi – pevností a možností tvarovat a udržet ostrost čepele.

## Zakřivené čepele
Tvar dýky byl až na výjimky dán použitým materiálem a konstrukcí. Rovná čepel byla výhodná k bodání, avšak měděné a bronzové čepele nebyly vhodné k řezání nebo sekání. K vyvážení tohoto nedostatku se čepel tvarovala tak, aby se zvýšil řezný účinek. Výsledkem byla zakřivená čepel řezných nástrojů a rovná čepel u bodných zbraní. Zakřivení mělo mnoho různých podob. Některé tvary se staly charakteristickými pro určité země, například malajský kris se zvlněným ostřím čepele či indický katar se širokou čepelí, který byl vybaven příčnou rukojetí umožňující prudší zabodnutí do těla protivníka.
Zahnuté čepele byly oblíbené na Středním Východě a v Indii, kde vznikla špičatá dýka s průřezem tvaru T. Vznikly i dýky s dvojitou čepelí, které umožňovaly bodnout směrem nahoru i dolů, stejně jako dýky s příčným zářezem, kterým mohl bojovník zachytit protivníkovu čepel a ohnout ji nebo dokonce zlomit.

## Současnost
Dýky mají v armádě stále své místo, pro případ boje muže proti muži jsou jimi vybavovány přepadové oddíly, výsadkové diverzní jednotky a další zvláštní útvary.